# Maria Enrichetta Giuseppa di Fürstenberg-Stühlingen
Maria Enrichetta Giuseppa di Fürstenberg-Stühlingen (31 marzo 1732 – 4 giugno 1772) è stata principessa consorte di Thurn und Taxis dal 1750 al 1772, in quanto moglie di Alessandro Ferdinando.

## Biografia

### Nascita
La principessa Maria Enrichetta Giuseppa nacque il 31 marzo 1732, come quartogenita e seconda figlia femmina di Giuseppe Guglielmo Ernesto e Maria Anna von Waldstein zu Wartenberg. Dopo di lei nacquero due sorelle.

### Matrimonio
Il  21 settembre 1750 sposò Alessandro Ferdinando di Thurn und Taxis e divenne la sua terza moglie.

### Morte
Morì a 40 anni il 4 giugno 1772.

## Discendenza
Maria Enrichetta Giuseppa di Fürstenberg-Stühlingen e Alessandro Ferdinando di Thurn und Taxis ebbero quattro figlie, tre figli e tredici nipoti:
- Maria Teresa (Ratisbona, 16 gennaio 1755 - Praga, 20 dicembre 1810), sposò il conte Ferdinando Antonio Cristiano di Ahlefeld-Langeland (Copenaghen, 9 maggio 1747 - Praga, 28 settembre 1815) il 20 agosto 1780 a Stadtamhof ed ebbero una figlia:[2]
  - Maria Carolina Cristiana Guglielmina (Karlovy Vary, 16 gennaio 1785 - Vienna, 22 febbraio 1842).
- Giuseppina (Castello di Taxis, Dischingen, 1⁰ agosto 1759 - deceduto giovane);
- Enrico Alessandro (1762 - ?);
- Francesco Giuseppe (2 ottobre 1764 - tumulato il 2 febbraio 1765);
- Maria Anna Giuseppa (1766 - Salisburgo, 10 agosto 1805);
- Maria Elisabetta Alessandrina (Ratisbona, 30 novembre 1767 - Heiligenberg, 21 luglio 1822), sposò in prime nozze Carlo Aloisio di Fürstenberg il 4 novembre 1790 a Praga ed ebbero cinque figli:
  - Leopoldina (Praga, 4 settembre 1791 - Kupferzell, 10 gennaio 1844);
  - Maria Giuseppa (9 settembre 1792 - 9 settembre 1792);
  - Antonio (28 ottobre 1794 - 1º ottobre 1799);
  - Carlo Egon (Praga, 28 ottobre 1796- Bad Ischl, 22 ottobre 1854);
  - Maria Anna (17 settembre 1798 - 18 luglio 1799).
- Sposò in seconde nozze Joseph von Laßberg (Donaueschingen, 10 aprile 1770 - Meersburg, 15 marzo 1855) ed ebbero un figlio:
  - Hermann (Knutwil, 3 ottobre 1807 - Lucerna, 28 luglio 1874).
- Massimiliano Giuseppe (Ratisbona, 28 maggio 1769 - Praga, 15 maggio 1831), sposò la principessa Maria Eleonora di Lobkowitz il 6 giugno 1791 a Praga ed ebbero sei figli:[3]
  - Carlo Anselmo (Praga, 18 giugno 1792 - Teplice, 25 agosto 1844);
  - Augusto Maria Massimiliano (Praga, 22 aprile 1794 - Monaco di Baviera, 24 gennaio 1862)
  - Giuseppe (Praga, 3 maggio 1796 - Monaco di Baviera, 17 aprile 1857);
  - Carlo Teodoro (Praga, 17 luglio 1797 - Monaco di Baviera, 21 luglio 1868);
  - Federico Annibale (Praga, 3 settembre 1799 - Venezia, 17 gennaio 1857);
  - Guglielmo Carlo (Praga, 12 novembre 1801 - Vicenza, 11 giugno 1848).[4]

## Titoli e trattamento
- 31 marzo 1732 - 21 settembre 1750: Sua Altezza Serenissima, la principessa Maria Enrichetta Giuseppa di Fürstenberg-Stühlingen
- 21 settembre 1750 - 4 giugno 1772: Sua Altezza Serenissima, la principessa di Thurn und Taxis

## Ascendenza
|                                                      |                                              |                                                | Genitori                                     |  |  | Nonni |  |  | Bisnonni                                         |  |  | Trisnonni                       |  |
|                                                      |                                              |                                                |                                              |  |  |       |  |  | Massimiliano Francesco di Fürstenberg-Stühlingen |  |  | Federico Rodolfo di Fürstenberg |  |
|                                                      |                                              |                                                |                                              |  |  |       |  |  | Massimiliano Francesco di Fürstenberg-Stühlingen |  |  | Federico Rodolfo di Fürstenberg |  |
|                                                      |                                              | Maria Massimiliana Margherita di Pappenheim    |                                              |  |  |       |  |  | Massimiliano Francesco di Fürstenberg-Stühlingen |  |  |                                 |  |
| Prospero di Fürstenberg-Stühlingen                   |                                              |                                                |                                              |  |  |       |  |  | Massimiliano Francesco di Fürstenberg-Stühlingen |  |  |                                 |  |
|                                                      |                                              | Maria Maddalena di Bernhausen                  | Giovanni Guglielmo di Bernhausen             |  |  |       |  |  |                                                  |  |  |                                 |  |
|                                                      |                                              | Maria Maddalena di Bernhausen                  | Giovanni Guglielmo di Bernhausen             |  |  |       |  |  |                                                  |  |  |                                 |  |
|                                                      |                                              | Maria Maddalena di Bernhausen                  | Dorotea Blarer di Wertensee                  |  |  |       |  |  |                                                  |  |  |                                 |  |
| Giuseppe Guglielmo Ernesto di Fürstenberg-Stühlingen |                                              | Maria Maddalena di Bernhausen                  |                                              |  |  |       |  |  |                                                  |  |  |                                 |  |
|                                                      |                                              | Leopoldo Guglielmo di Königsegg-Rothenfels     | Ugo di Königsegg-Aulendorf                   |  |  |       |  |  |                                                  |  |  |                                 |  |
|                                                      |                                              | Leopoldo Guglielmo di Königsegg-Rothenfels     | Ugo di Königsegg-Aulendorf                   |  |  |       |  |  |                                                  |  |  |                                 |  |
|                                                      |                                              | Leopoldo Guglielmo di Königsegg-Rothenfels     | Maria Renata di Hohenzollern-Hechingen       |  |  |       |  |  |                                                  |  |  |                                 |  |
| Sofia di Königsegg-Rothenfels                        |                                              | Leopoldo Guglielmo di Königsegg-Rothenfels     |                                              |  |  |       |  |  |                                                  |  |  |                                 |  |
|                                                      |                                              | Maria Polissena di Schärffenberg               | Giovanni Guglielmo di Schärffenberg          |  |  |       |  |  |                                                  |  |  |                                 |  |
|                                                      |                                              | Maria Polissena di Schärffenberg               | Giovanni Guglielmo di Schärffenberg          |  |  |       |  |  |                                                  |  |  |                                 |  |
|                                                      |                                              | Maria Polissena di Schärffenberg               | Maria Massimiliana di Harrach                |  |  |       |  |  |                                                  |  |  |                                 |  |
| Maria Enrichetta Giuseppa di Fürstenberg-Stühlingen  |                                              | Maria Polissena di Schärffenberg               |                                              |  |  |       |  |  |                                                  |  |  |                                 |  |
|                                                      | Ernesto Giuseppe von Waldstein zu Wartenberg | Ferdinando Ernesto von Waldstein zu Wartenberg |                                              |  |  |       |  |  |                                                  |  |  |                                 |  |
|                                                      | Ernesto Giuseppe von Waldstein zu Wartenberg | Ferdinando Ernesto von Waldstein zu Wartenberg |                                              |  |  |       |  |  |                                                  |  |  |                                 |  |
|                                                      | Ernesto Giuseppe von Waldstein zu Wartenberg | Eleonora di Rottal                             |                                              |  |  |       |  |  |                                                  |  |  |                                 |  |
| Giovanni Giuseppe von Waldstein zu Wartenberg        | Ernesto Giuseppe von Waldstein zu Wartenberg |                                                |                                              |  |  |       |  |  |                                                  |  |  |                                 |  |
|                                                      |                                              | Maria Anna Kokorzowecz di Kokorzowa            | Cristoforo Kokorzowecz di Kokorzowa          |  |  |       |  |  |                                                  |  |  |                                 |  |
|                                                      |                                              | Maria Anna Kokorzowecz di Kokorzowa            | Cristoforo Kokorzowecz di Kokorzowa          |  |  |       |  |  |                                                  |  |  |                                 |  |
|                                                      |                                              | Maria Anna Kokorzowecz di Kokorzowa            | Eva Caterina Markwart di Hradek              |  |  |       |  |  |                                                  |  |  |                                 |  |
| Maria Anna von Waldstein zu Wartenberg               |                                              | Maria Anna Kokorzowecz di Kokorzowa            |                                              |  |  |       |  |  |                                                  |  |  |                                 |  |
|                                                      |                                              | Carlo Ernesto von Waldstein zu Wartenberg      | Carlo Ferdinando von Waldstein zu Wartenberg |  |  |       |  |  |                                                  |  |  |                                 |  |
|                                                      |                                              | Carlo Ernesto von Waldstein zu Wartenberg      | Carlo Ferdinando von Waldstein zu Wartenberg |  |  |       |  |  |                                                  |  |  |                                 |  |
|                                                      |                                              | Carlo Ernesto von Waldstein zu Wartenberg      | Maria Elisabetta von Harrach zu Rohrau       |  |  |       |  |  |                                                  |  |  |                                 |  |
| Eleonora von Waldstein zu Wartenberg                 |                                              | Carlo Ernesto von Waldstein zu Wartenberg      |                                              |  |  |       |  |  |                                                  |  |  |                                 |  |
|                                                      |                                              | Maria Teresa di Losenstein                     | Francesco Adamo di Losenstein                |  |  |       |  |  |                                                  |  |  |                                 |  |
|                                                      |                                              | Maria Teresa di Losenstein                     | Francesco Adamo di Losenstein                |  |  |       |  |  |                                                  |  |  |                                 |  |
|                                                      |                                              | Maria Teresa di Losenstein                     | Maria Teresa di Herberstein                  |  |  |       |  |  |                                                  |  |  |                                 |  |
|                                                      |                                              | Maria Teresa di Losenstein                     |                                              |  |  |       |  |  |                                                  |  |  |                                 |  |